# 佩爾·科林德
佩爾·科林德（英語：Per Collinder，1890年5月22日 – 1974年12月6日）是瑞典天文學家。
他出生於松茲瓦爾，以1931年出版，現今被稱為科林德目錄的疏散星團目錄而聞名。他撰寫的書有《導航史》和《軌道上的世界》。
他結過兩次婚，他的第一任妻子為他生了四個孩子。科林德過世於瑞典的烏普薩拉。

## 註解和參考資料
1. ↑  .   [2022-10-19]. （原始内容存档于2018-03-30）.